# Leones de Ponce 2012-2013 (pallavolo)
Questa voce raccoglie le informazioni riguardanti i Leones de Ponce nelle competizioni ufficiali della stagione 2012-2013.

## Organigramma societario
Area direttiva
- Presidente: César Trabanco

Area tecnica
- Primo allenatore: José Mieles

## Rosa
| N° | Nome                 | Ruolo | Data di nascita   | Nazionalità sportiva |
| -- | -------------------- | ----- | ----------------- | -------------------- |
| 1  | Roberto Torres       | L     | -                 | Porto Rico           |
| 2  | Cristian Encarnación | S     | 3 settembre 1993  | Porto Rico           |
| 3  | Jeffrey Alequín      | -     | -                 | Porto Rico           |
| 4  | Carlos Pietri        | C     | -                 | Porto Rico           |
| 5  | Víctor Bird          | S/O   | 16 marzo 1982     | Porto Rico           |
| 6  | Jesús Martínez       | P     | 17 agosto 1989    | Porto Rico           |
| 7  | Domingo González     | S/O   | 29 gennaio 1990   | Porto Rico           |
| 8  | Raymond Ocasio       | S     | -                 | Porto Rico           |
| 9  | Giovanni Rivera      | L     | -                 | Porto Rico           |
| 10 | Luis Quiñones        | C     | 22 settembre 1983 | Porto Rico           |
| 11 | Emanuel Batista      | C     | 12 gennaio 1989   | Porto Rico           |
| 13 | Luis López           | -     | -                 | Porto Rico           |
| 14 | Alexander Robles     | S     | 22 ottobre 1989   | Porto Rico           |
| 15 | Kevin Rodríguez      | P     | 12 agosto 1994    | Porto Rico           |
| 16 | Tri Bourne           | S     | 20 giugno 1989    | Stati Uniti          |